# Valerică Găman
Valerică Găman (n. 25 februarie 1989, Băilești, Dolj, România) este un fotbalist român, care joacă pe post de fundaș central la Hermannstadt în SuperLiga României. Pe plan internațional, are prezențe la națională pentru România Sub-21 și România.

## Cariera la club
A debutat pentru FC Universitatea Craiova în Liga I pe 19 august 2006 într-un meci terminat la egalitate împotriva echipei Rapid București. A fost convocat, la doar 19 ani, de selecționerul Victor Pițurcă, la echipa națională de fotbal a României pentru meciul împotriva echipei similare a Franței, meci disputat pe 11 octombrie 2008, dar nu a reușit să debuteze în tricoul României.
Puțin înainte de dezafilierea clubului său, Găman a fost transferat, în martie 2011, la FC Dinamo București, până la sfârșitul sezonului, cu opțiune de prelungire pe încă cinci ani, deși se vehiculase un posibil transfer la FC Dnipro. În vara acelui an, Găman nu și-a prelungit contractul cu Dinamo, și s-a transferat la Astra Giurgiu, unde a petrecut cinci ani, câștigând și un titlu național în 2016, după care a acceptat o mutare în Turcia, la Kardemir Karabükspor. Și-a reziliat contractul cu această echipă în iarna 2017–2018, trecând ca jucător liber de contract la FCSB în România.

## Cariera la națională
Găman a intrat în vederile selecționerului Victor Pițurcă încă de când juca la U Craiova, dar debutul și l-a făcut când era deja la Astra, în toamna lui 2011, într-un amical cu Belgia. Pentru națională, a marcat un gol, golul de 3–0 în victoria cu 4–0 cu Andorra din septembrie 2012, în preliminariile Campionatului Mondial de Fotbal din 2014.

## Palmares
Astra Giurgiu
- Cupa României (1): 2013–14
- Supercupa României (1): 2014
- Liga I (1): 2015-16